# Respiratorische Insuffizienz
Als respiratorische Insuffizienz (von „Respiration“ für Atmung und „Insuffizienz“ für unzulängliche Leistungsfähigkeit) bzw. Ateminsuffizienz oder Atmungsinsuffizienz werden Störungen bezeichnet, die zu einer verminderten, den Sauerstoffbedarf nicht mehr deckenden pulmonalen Sauerstoffaufnahme, zu einer Hypoxämie und dementsprechenden Veränderungen der Blutgaswerte führen. Ursächlich sind im Wesentlichen Gasaustauschstörungen aufgrund von Lungenerkrankungen (pulmonale Insuffizienz) oder Störungen der Atempumpe einschließlich des Atemzentrums (ventilatorische Insuffizienz).
Auf die unterschiedlichen Ursachen Bezug nehmend wird bei dieser eingeschränkten Belüftung der Lungen in obstruktive und restriktive Ventilationsstörungen unterteilt.
Erste grundsätzliche Feststellungen zur Insuffizienz der äußeren Atmung stammen von den Internisten Max Anton Wintrich (1854) und Ludolph Brauer. Brauer definiert die (globale) respiratorische Insuffizienz als Insuffizienz, bei der die Atmung nicht mehr ausreicht, um dem Blut genügend Sauerstoff zuzuführen und es ausreichend von Kohlensäure zu befreien.

## Einteilung
Man unterscheidet Störungen der Oxygenierung (hypoxämische oder hypoxische respiratorische Insuffizienz, früher respiratorische Partialinsuffizienz genannt), bei denen der Sauerstoffpartialdruck im arteriellen Blut absinkt, der Kohlendioxidpartialdruck jedoch noch kompensiert werden kann, von Störungen der Ventilation, bei der beide Parameter pathologisch verändert sind (hyperkapnische respiratorische Insuffizienz, früher respiratorische Globalinsuffizienz genannt).
Die respiratorische Insuffizienz wird definiert als eine schwerwiegende Störung des pulmonalen Gasaustausches. Wenn die Sauerstoffaufnahme betroffen ist, liegt eine hypoxämische Insuffizienz vor. In der Blutgasanalyse bildet sich ein erniedrigter Sauerstoffpartialdruck (PaO2) bei einem normalen
bis verringerten Kohlendioxidpartialdruck (PaCO2) ab. Ursächlich sind pathologische Veränderungen der alveolären Oberfläche, etwa durch eine Oberflächenreduktion, durch Wassereinlagerungen im pulmonalen Interstitium (Lungenödem) oder durch entzündliche Infiltrationen, etwa bei einer Pneumonie. Eine solche, mit Diffusionsstörungen verbunden früher auch als Pneumonose bezeichnete,  hypoxämische Störung ist primär einer Sauerstofftherapie zugänglich.
Bei der hyperkapnischen Insuffizienz wird die Elimination des im Stoffwechsel gebildeten Kohlendioxid (CO2) alteriert. Zumeist liegt eine Störung der Atemmechanik (‚Atempumpe‘) vor. In der Folge kann (atmosphärischer) Sauerstoff nicht genügend ein- und das Kohlendioxid ausgeatmet werden kann. Ein Anstieg des Kohlendioxids im Blutserum (respiratorische Azidose) ist das Ergebnis. Im Vordergrund der Behandlung steht die mechanische Unterstützung der überlasteten ‚Atempumpe‘ (insbesondere Zwerchfell) durch eine entsprechende Beatmungstechnik, etwa vermittels einer nicht invasiven Beatmung oder auch einer invasiven Beatmung.
Am zeitlichen Verlauf orientiert werden Insuffizienzen in akute und chronische Formen unterteilt.

## Chronische respiratorische Insuffizienz (CRI)
Die chronische respiratorische Insuffizienz ist die weitaus häufigere Form. Als Folge treten individuell unterschiedlich schwer erlebte Luftnot, Husten, Leistungsschwäche und unter Umständen Zyanose auf. Klinische Zeichen wie Trommelschlägelfinger und Uhrglasnägel sind nur bei längerem Verlauf zu beobachten. Als Ursachen chronischer Ateminsuffizienz kommen die chronische Bronchitis, Pneumokoniosen, das Lungenemphysem oder Tumoren in Frage. Auch nach Operationen mit Entfernung von Lungenlappen (Lobektomie) oder eines Lungenflügels (Pneumektomie) kann Ateminsuffizienz auftreten.

## Akute respiratorische Insuffizienz (ARI)
Eine akute respiratorische Insuffizienz (akutes respiratorisches Versagen) besteht insbesondere dann, wenn das Verhältnis von arteriellem Sauerstoffpartialdruck und angebotener bzw. benötigter Sauerstoffkonzentration in der Einatemluft unterhalb der Altersnorm ist (Folge kann, etwa bei Atelektasenbildung im Rahmen einer Lungenentzündung und funktionellem Shunt (vaskulärer Kurzschluss mit Durchblutung ohne ausreichende Ventilation von durch Lungengefäße versorgten Gebieten) in der Lunge, ein hypoxisches Lungenversagen sein) und das Kohlendioxid in den Arterien über den Normwert (bzw. dessen Partialdruck über 45 undefinedmmHg) angestiegen ist (hyperkapnische respiratorische Insuffizienz, hyperkapnisches respiratorisches Versagen oder hyperkapnisches Atemversagen).
Die Kardinalsymptome der als akute Primärerkrankung, akute Dekompensation (bzw. Exazerbation) einer chronischen Erkrankung (wie etwa bei chronischer Störung der Lungenfunktion bei COPD), Komplikation intensivmedizinischer Maßnahmen (zum Beispiel Barotrauma), Folge eines akuten Traumas, Begleiterkrankung anderer Erkrankungen (Sepsis, Multiorganversagen, auch ARDS) oder als postoperative, durch verschiedene Ursachen nach einer Operation bzw. Narkose auslösbare Ateminsuffizienz vorkommenden akuten respiratorischen Insuffizienz sind dieselben wie bei der chronischen Verlaufsform. Durch das plötzliche Einsetzen kommt jedoch häufig eine ausgeprägte affektive Reaktion mit Angst und Erstickungsgefühl hinzu. Ein laut Scheidegger frühes und sicheres Zeichen einer akuten respiratorischen Insuffizienz stellt ein erhöhter pulmonalarterieller Druck dar.
Als akute Ursachen sind schwer verlaufende Lungenentzündungen, Aspiration (Einatmen) von Fremdkörpern oder Wasser (Ertrinken) sowie Verletzungen der Lunge (Pneumothorax) möglich. Der akute Asthmaanfall stellt ein Beispiel paroxysmaler (anfallsartiger) Atemfunktionsstörungen dar. Schwere systemische Erkrankungen können zum Bild der Schocklunge (ARDS) führen, auch hier tritt schnell eine kritische Ateminsuffizienz auf.
Bei kardialen Dekompensationen mit Ausbildung eines Lungenödems (Herzinsuffizienz, Herzinfarkt) oder pulmonaler Gefäßverlegung (Lungenembolie) ist Luftnot als Symptom typisch, prognostisch entscheidend ist jedoch in der Regel weniger die Lungen-, sondern die Herzfunktion, welche wiederum (insbesondere durch einen erhöhten pulmonalarteriellen Druck und daraus folgender Belastung der rechten Herzkammer) in Folge einer respiratorischen Insuffizienz beeinträchtigt werden kann.
Neben den genannten Störungen der Lungenfunktion (Lungeninsuffizienz) selbst können auch eine Beeinträchtigung des Atemzentrums im Hirnstamm, beispielsweise durch Vergiftung mit Opiaten, oder andere zentralnervöse Ursachen (z. B. Schädel-Hirn-Trauma, Status epilepticus) zu akuter Ateminsuffizienz führen (Atemdepression). Als führendes Symptom tritt in diesem Fall keine Luftnot auf, stattdessen kommt es schnell zu Bewusstseinsstörungen und schlimmstenfalls zum Tod.

## Therapie
In der Therapie haben die Verbesserung der Sauerstoffversorgung des Organismus und die Aufrechterhaltung der Atmung sowie die Behandlung der Grunderkrankung Vorrang. Eine symptomatische Verbesserung kann insbesondere bei einem Atemmuskelversagen bzw. „Pumpversagen“ (zentral oder peripher bedingte „Pumpschwäche“ mit erhöhtem Kohlendioxidpartialdruck im arteriellen Blut) oder Lungenparenchymversagen (Störung an der alveolokapillären Membran mit erniedrigtem Sauerstoffpartialdruck im arteriellen Blut) durch indizierte Atemhilfen erreicht werden, wozu (bei erniedrigter peripherer Sauerstoffsättigung unter 95 %) auch die kontinuierliche Sauerstoffgabe mit etwa 2–5 Liter/Minute über eine Nasensonde gehört. In einigen Fällen (Ventilationsinsuffizienz mit Hypoventilation, früher respiratorische Globalinsuffizienz, etwa bei einem Atemversagen durch Erschöpfung der Atemmuskulatur, der sekundären respiratorischen Erschöpfung) mit erhöhten pCO2-Werten (Hyperkapnie) ist die Zufuhr von Sauerstoff und Abatmung des Kohlendioxids nur mit gleichzeitiger maschineller Atemhilfe (künstliche Beatmung, ggf. auch nichtinvasiv) möglich, insbesondere wenn pathologische Atemmuster oder eine zunehmende Bewusstseinstrübung vorliegen, wobei bereits durch eine nichtinvasive Beatmung eine Reduktion der Atemarbeit und (unter Anwendung von PEEP) die Wiedereröffnung von Atelektasen erreicht werden können.